# سه تفنگدار (فیلم ۱۹۹۲)
«سه تفنگدار» (انگلیسی: The Three Musketeers) یک فیلم است که در سال ۱۹۹۲ منتشر شد. از بازیگران آن می‌توان به کام کلرک و جف بنیت اشاره کرد.